# Morija
Morija è una città del Lesotho situata nel distretto di Maseru.

## Storia
A Morija si tenne la prima missione protestante del Lesotho. Qui infatti si insediarono, nel 1833, tre missionari della Missione Evangelica di Parigi: Thomas Arbousset, Eugène Casalis e Constant Gosselin.

## Attività
Poiché Morija è posta sulle pendici dell'altopiano Makhoarane, che affaccia sui monti Maloti, è possibile eseguire passeggiate ed escursioni, a piedi oppure sui pony. Vengono organizzate escursioni anche sulla cascata Maletsunyane di Semonkong e, grazie alla massiccia presenza di alberi, sessioni di birdwatching, oltre che di mountain bike.

## Monumenti e luoghi d'interesse
Nella città hanno sede il Morija Museum and Archives e la chiesa più antica del Lesotho.

## Cultura
In Lesotho si tiene con cadenza annuale il Morija Arts & Cultural Festival, ovvero un festival di tradizionale musica sesotho. 
La città è anche sede del Morija Arts Center, un centro che offre corsi di formazione artigianale e attività laboratoriali che spaziano dalla pittura alla falegnameria.